# Aramides axillaris
Aramides axillaris е вид птица от семейство Rallidae.

## Разпространение
Видът е разпространен в Белиз, Венецуела, Гватемала, Гвиана, Еквадор, Колумбия, Коста Рика, Мексико, Никарагуа, Панама, Перу, Салвадор, Суринам, Тринидад и Тобаго, Френска Гвиана и Хондурас.